# Free viewpoint television
La Free Viewpoint Television (FTV, Televisió de punt de vista lliure) és un sistema d'informació en tres dimensions basat en raigs que engloba adquisició, processament i reproducció d'imatges. Ha estat dissenyat per Masayuki Tanimoto, de la Universitat de Nagoya (Japó).
La FTV pretén fer un pas més en l'evolució de la televisió, ja que permet a l'espectador canviar el punt de vista de la imatge visionada tal com es faria si s'estès present a l'escena adquirida. Es tracta d'un sistema en el que l'usuari escull que és el que vol veure d'una escena.
Durant la gravació, s'utilitzen diverses càmeres connectades a un sistema informàtic. Per part de l'espectador, a més de la pantalla habitual, hi ha una càmera que detecta els moviments d'aquest i fa variar l'origen de les imatges segons la seva posició. És a dir, es produeix un efecte finestra, si l'usuari es desplaça cap a la dreta rebrà la gravació de la càmera situada a la dreta, i viceversa.

## Adquisició del senyal FTV
L'adquisició del senyal s'aconsegueix mitjançant una sèrie de càmeres connectades a un servidor col·locades a la mateixa altura davant l'escena que es desitja captar. Existeixen bàsicament dos tipus de configuració de la posició d'aquestes càmeres: lineal i semicircular.

## Processament del senyal FTV
La qualitat de les vistes generades depèn principalment de la interpolació realitzada, perquè no és possible tenir infinitat de càmeres. Si l'usuari es col·loca de tal forma que una càmera no pot captar l'escena desitjada, FTV interpola les imatges de les dues càmeres situades més a prop del punt determinat.

## Visualització del senyal FTV
FTV ofereix un alt grau de detall i definició encara que es tinguin complexes escenes naturals, com per exemple sofisticats objectes com petits peixos en moviment, bombolles i reflexions de llum del cristall d'un aquari.

## Sistema de 100 càmeres
Aquest sistema ha estat desenvolupat per poder capturar escenes més grans. Consisteix en un servidor i 100 clients (anomenats nodes) equipats amb càmeres PULNiX TM-1400CL. El servidor gener un senyal de sincronisme i la fa arribar a tots el nodes. Aquest sistema no solament és capaç de capturar vídeo d'alta resolució amb 30 imatges per segon, sinó que a més pot capturar senyal analògic de fins a 96 kHz.